# Sven Becker (Mediziner)
Sven Becker (* 14. Februar 1968 in Wiesbaden) ist ein deutscher Gynäkologe und Hochschullehrer.

## Leben und Wirken
Becker studierte von 1987 bis 1994 an der Johannes-Gutenberg-Universität Mainz. Darüber hinaus studierte er von 1989 bis 1990 zwei Semester an der Université René Descartes Paris, 1991 ein Semester an der Universidad Autónoma de Madrid und von 1992 bis 1993 zwei Semester an der Nihon-Universität in Tokio. 1994 absolvierte er neben dem 3. Medizinischen Staatsexamen ebenso das US-amerikanische Staatsexamen. Mit einer biochemischen Doktorarbeit bei Werner E. G. Müller wurde er 1999 von der Johannes-Gutenberg-Universität Mainz(magna cum laude) zum Dr. med. promoviert. 2006 habilitierte er sich  bei Diethelm Wallwiener in Tübingen.
Seine ärztliche Tätigkeit begann Sven Becker 1995 am Akademischen Lehrkrankenhaus der Johann Wolfgang Goethe-Universität Frankfurt am Main unter der Leitung von Gerd Hoffmann. Anschließend arbeitete er in der Frauenklinik des St.-Josephs-Hospitals in Wiesbaden und danach unter der Leitung von Heinz Höfler am Institut für Pathologie an der Technischen Universität München im Klinikum rechts der Isar. Von 1997 bis 2001 absolvierte Sven Becker die US-amerikanische Facharztausbildung zum Gynäkologen und Geburtshelfer am Johns Hopkins Hospital der gleichnamigen Universität in Baltimore. 2001 bestand er die Prüfung als US-amerikanischer Facharzt für Gynecology and Obstetrics (ACOG) und kehrte im selben Jahr nach Deutschland zurück, wo er die deutsche Anerkennung als Facharzt für Frauenheilkunde und Geburtshilfe erwarb. Von 2002 bis 2004 war er Oberärztlicher Bereichsleiter für Klinische Geburtshilfe an der Universitätsfrauenklinik in Tübingen. Anschließende berufliche Stationen waren: Operativer Oberarzt, Oberärztlicher Bereichsleiter für Operative Gynäkologie, Leitender Schwerpunktoberarzt Gynäkologie und schließlich ab 2008 Leitender Oberarzt an der Universitätsfrauenklinik Tübingen. Im Rahmen seiner Tübinger Tätigkeit qualifizierte sich Becker 2006 im Bereich „Spezielle Geburtshilfe und Perinatalmedizin“, 2008 im Bereich „Spezielle Operative Gynäkologie und Gynäkologische Onkologie“, sowie 2010 im Bereich „Palliativmedizin“.
Ab dem 1. April 2012 fungierte Becker in der Nachfolge von Klaus Diedrich als W3-Professor für Frauenheilkunde und Geburtshilfe an der Universität zu Lübeck und Direktor der Klinik für Frauenheilkunde und Geburtshilfe am Campus Lübeck des Universitätsklinikums Schleswig-Holstein. Seit dem 1. Juli 2012 ist er ordentlicher Universitätsprofessor (W3) und Direktor der Frauenklinik der Goethe-Universität Frankfurt am Main.
Sven Becker ist verheiratet und hat zwei Kinder.

### Forschungsthemen und klinischer Schwerpunkt
Klinischer Schwerpunkt von Sven Becker ist die Operative Gynäkologie und Gynäko-Onkologie sowie die minimal-invasive Chirurgie (Laparoskopie), insbesondere die Behandlung von Eierstockkrebs (Ovarialkarzinom), Gebärmutterhalskrebs (Zervixkarzinom), Gebärmutterkrebs (Endometriumkarzinom) sowie Vulvakarzinomen, Vaginalkarzinomen, die fruchtbarkeitserhaltende Therapie bösartiger Erkrankungen sowie die Behandlung von Sarkomen des Genital-Bereiches. Forschungsschwerpunkte sind spezielle und innovative Operationstechniken in diesen Bereichen sowie im Bereich Onkologie die Mikrometastasierung und das Verstehen behandlungsrelevanter molekularbiologischer Veränderungen in Krebszellen, insbesondere bei Brustkrebs, Eierstockskrebs und anderen gynäkologischen Tumoren.

### Publikationen
Sven Becker ist mit Diethelm Wallwiener Autor der 4. Auflage des Atlas of Gynecologic Surgery. Er ist Autor und Koautor zahlreicher wissenschaftlicher Arbeiten, die in PubMed gelistet sind.

## Mitgliedschaften
- Deutsche Gesellschaft für Gynäkologie und Geburtshilfe
- Deutsche Krebsgesellschaft
- American Congress of Obstetricians and Gynecologists
- Deutsche Gesellschaft für Perinatale Medizin (DGPM)
- Deutsche Gesellschaft für Ultraschall in der Medizin (DEGUM)